# 2008年航空
此條目列出2008年發生有關航空運輸的事件。

## 事件

### 1月
- 南極洲 1月11日：威爾金斯跑道首次有航班使用。
- 1月17日：發生英國航空38號班機事故，導致機上47人受傷。

### 2月
- 2月21日：發生聖巴巴拉航空518號班機空難，導致機上46人全部罹難。
- 2月23日：發生2008年美軍B-2轟炸機墜毀事故，導致機上2人受傷。
- 2月29日：北京市北京首都國際機場T3航站樓啟用，打破了香港國際機場一號客運大樓保持了10年半的世界最大客運大樓紀錄。

### 3月
- 3月7日：發生中國南方航空6901號班機爆炸未遂事件，沒有人受傷。
- 3月13日：上海市上海浦東國際機場第三條跑道啟用。
- 3月23日：泰倫加納邦海德拉巴拉吉夫·甘地國際機場啟用。
- 3月26日：江西省贛州市贛州黃金機場啟用，舊黃金機場隨即關閉。上海市上海浦東國際機場2號航站樓啟用。

### 4月
- 4月3日：發生2008年蘇里南空難，導致機上19人全部罹難。
- 4月10日：陝西省榆林市榆林榆陽機場啟用，原有的榆林西沙機場隨即關閉。
- 4月15日：湖北省武漢市武漢天河國際機場2號航站樓啟用。
- 4月30日：發生2008年大連機場跑道入侵事件，沒有人受傷。

### 5月
- 5月24日：卡納塔克邦班加羅爾班加羅爾國際機場啟用。
- 5月31日：發生5·31四川救災直升機失事事故，導致機上18人全部罹難。

### 6月
- 6月10日：黑龍江省漠河市漠河古蓮機場啟用。
- 6月10日：發生蘇丹航空109號班機空難，導致機上30人死亡35人受傷。
- 6月20日：仁川國際機場第三條跑道啟用。

### 7月
- 7月20日：納傑夫省納傑夫納傑夫國際機場（英语：Al Najaf International Airport）啟用。
- 7月25日：發生澳洲航空30號班機事故，沒有人受傷。

### 8月
- 8月3日：吉林省白山市長白山機場啟用。
- 8月18日：發生海南航空7227號班機事故，沒有人受傷。
- 8月20日：發生西班牙航空5022號班機空難，導致機上154人死亡19人受傷。
- 8月24日：發生伊朗阿斯曼航空6895號班機空難，導致機上68人死亡18人受傷。

### 9月
- 9月14日：發生北俄羅斯航空821號班機空難，導致機上88人全部罹難。
- 9月28日：甘肅省天水市天水麥積山機場啟用。

### 10月
- 10月7日：發生澳洲航空72號班機事故，導致機上115人受傷。
- 10月8日：發生雪人航空103號班機空難，導致機上18人罹難1人受傷。

### 11月
- 11月4日：發生2008年墨西哥城墜機事件，導致機上9人全部罹難，地面有7人死亡40人受傷。
- 地中海 11月27日：發生德國特大航空888T號班機空難，導致機上7人全部罹難。

### 12月
- 12月20日：發生美國大陸航空1404號航班事故，導致機上38人受傷。
- 12月26日：寧夏回族自治區中衛市中衛沙坡頭機場啟用。